# Список війн за участю Ісландії
Нижче наведено список війн за участю Ісландії. Хоча сучасна Ісландія не має постійної армії, флоту чи повітряних сил, але вона має мілітаризовану берегову охорону, яка відповідає за захист країни. Країна кілька разів розгортала невеликі миротворчі сили на міжнародному рівні. Вона ніколи не брала участі в повномасштабній війні чи вторгненні, а конституція Ісландії не містить механізму оголошення війни.
Жодна з Тріскових війн не відповідає жодним із загальних порогів для звичайної війни, і їх точніше можна описати як мілітаризовані міждержавні суперечки між Ісландією та Сполученим Королівством.

## До 1500
| Конфлікт                                          | Учасник бойових дій 1          | Учасник бойових дій 2 | Результат |
| ------------------------------------------------- | ------------------------------ | --------------------- | --- |
| Битви вікінгів: Битва у Вінланді (1003)           | Ісландські і норвезькі вікінги | Тубільські воїни      | Перемога - Перемога та відступ вікінгів - Загинули 22 вікінги - 8+ тубільців мертві                                                         |
| Битви вікінгів: Битва у Вінланді (1010)           | Ісландські і норвезькі вікінги | Тубільські воїни      | Перемога - Тубільська атака відбита - Виведення вікінгів - 2 вікінги мертві - Загинули 14 місцевих жителів                                  |
| Внутрішній конфлікт: Епоха Стурлунґів (1220—1264) | Ісландські годі                | Годі союзу            | Старий договір - Припинення існування Ісландської вільної держави - Ісландія включена до складу Королівства Норвегія - Загинули 74 ісландці |

## 1500—2000
| Дата      | Конфлікт / Подія                  | Союзники                                      | Вороги                                                | Результат                                                                                               |
| --------- | --------------------------------- | --------------------------------------------- | ----------------------------------------------------- | --- |
| 1538–1550 | Ісландська Реформація             | Католики                                      | Данія-Норвегія Протестанти                            | Ісландська/католицька перемога - Продовження існування протестантської церкви в Ісландії - 127 загиблих |
| 1627      | Турецькі викрадення               | - Данія-Норвегія - Ісландія                   | Османська імперія - Алжир                             | Викрадення 400—800 ісландців - 53 загиблих                                                              |
| 1797      | Акція 16 травня 1797              | - Данія-Норвегія - Ісландія                   | Османська імперія - Триполітанія                      | Перемога                                                                                                |
| 1803–1815 | Ісландія в наполеонівських війнах | Франція · - Данія-Норвегія - Ісландія         | Коаліційні сили - Нідерланди                          | Дано-французька поразка - Розпуск Данія-Норвегія - Ісландія залишається залежною від Данії              |
| 1809      | Революція Йоргена Йоргенсена      | - Йорген Йоргенсен - Ісландські революціонери | - Данія-Норвегія - Ісландські лоялісти Великобританія | Уряд Данії відновлено - Йорген Йоргенсен заарештований британським флотом                               |
| 1940      | Вторгнення в Ісландію             |                                               | Великобританія                                        | Британська перемога - Окупація Ісландії                                                                 |
| 1958–1976 | Тріскові війни                    |                                               | Великобританія Західна Німеччина Бельгія              | Перемога - Ісландія забезпечила свої претензії на територіальні води                                    |

## Після 2000 року

### Миротворчість
| Місія                                                | Дата           | Розташування | Розгорнуті війська |
| ---------------------------------------------------- | -------------- | ------------ | ------------------ |
| Файл:Емблема багатонаціональних сил – Ірак.svg MNF-I | 2004–2007 роки | Ірак         | 2                  |
| ISAF                                                 | 2002–2014 роки | Афганістан   | 2–32               |